# Internationaal filmfestival van Vancouver

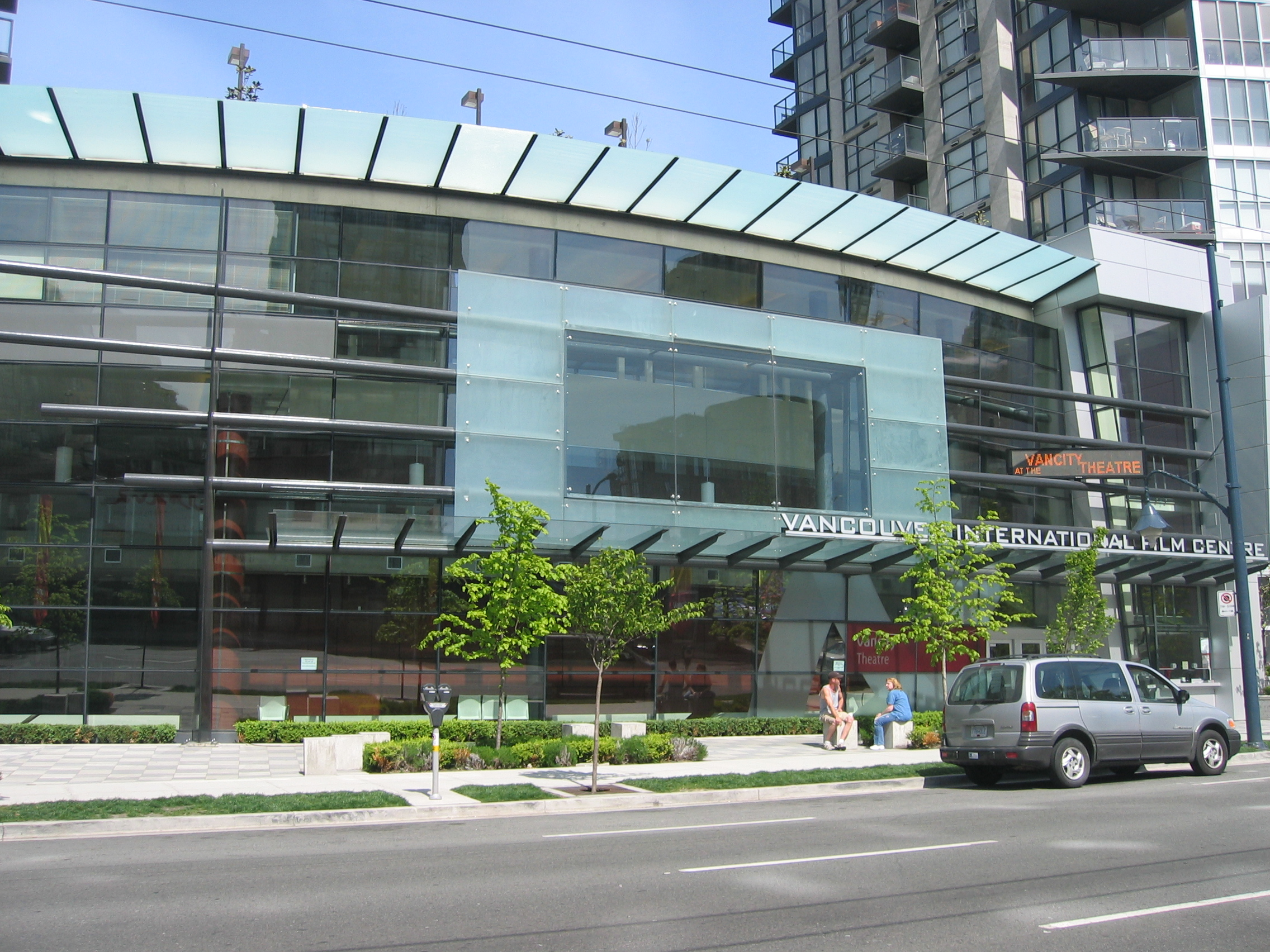
Het Vancouver International Film Centre, waar het filmfestival wordt gehouden.

Het International filmfestival van Vancouver is een filmfestival dat sinds 1982 jaarlijks wordt gehouden in Vancouver, Canada. Het filmfestival wordt gehouden gedurende een periode van twee weken eind september, begin oktober. Het festival wordt georganiseerd door de Greater Vancouver International Film Festival Society.

## Films
Op het festival worden zowel Canadese als internationale films vertoond. Het filmfestival heeft een reputatie als goede startpositie voor jonge Aziatische filmmakers. In 2004 bevatte het festival de grootste presentatie van Aziatische films buiten Azië. Ook documentairefilms zijn een groot onderdeel van het festival. 

## Forum
Het festival omvat ook het Vancouver Film and Television Forum, een vier dagen durende conferentie met betrekking tot de Canadese film- en televisie-industrie. 

## Prijzen
Elk jaar worden er een aantal prijzen uitgereikt op het festival aan zowel door de jury als door het publiek gekozen winnaars. Bekende prijzen op het festival zijn:
- Populairste internationale film
- Populairste Canadese film
- National Film Board Award voor beste documentaire
- Beste jonge Canadese regisseur van een korte film

### Overzicht van uitgereikte prijzen
Deze lijst is niet compleet
| jaar | film                   | categorie                       | genomineerde(n)                  | uitslag |
| ---- | ---------------------- | ------------------------------- | -------------------------------- | ------- |
| 2002 | Bowling for Columbine  | Populairste internationale film | Michael Moore                    | winnaar |
| 2003 | Kamchatka              | Populairste internationale film | Marcelo Piñeyro                  | winnaar |
| 2004 | Machuca                | Populairste internationale film | Andrés Wood                      | winnaar |
| 2004 | Ce qu'il reste de nous | Populairste Canadese film       | Hugo Latulippe, François Prévost | winnaar |
| 2005 | Va, Vis et Deviens     | Populairste internationale film | Radu Mihaileanu                  | winnaar |
| 2006 | Das Leben der Anderen  | Populairste internationale film | Florian Henckel von Donnersmarck | winnaar |
| 2007 | Persepolis             | Populairste internationale film | Marjane Satrapi                  | winnaar |